# Ekpyrotisches Universum
Das Ekpyrotische Universum (von altgriechisch ἐκπύρωσις ekpýrosis, deutsch ‚Verbrennung‘, einem Begriff der stoischen Philosophie, nach der die Welt zyklisch in Brand gesetzt und neu geboren wird) ist ein im Jahre 2002 von Paul Steinhardt  und Neil Turok publiziertes kosmologisches Modell, welches eine theoretische Möglichkeit zur Entstehung unseres Universums beschreibt. Mit Hilfe der Quantentheorie wird versucht, das Auftreten einer Singularität in der Beschreibung der Frühzeit unseres Universums zu vermeiden.
Das Modell macht ähnliche Aussagen wie die Inflationstheorie und die Branenkosmologie. Dabei wird die Sprache der erweiterten Stringtheorie, der M-Theorie, verwendet, mit Verallgemeinerung auf Branen. Demnach kollidiert im Entstehungsprozess unser Universum in Form einer dreidimensionalen Brane mit einer Brane aus einem Paralleluniversum innerhalb eines fünfdimensionalen Raumes („bulk“), den sie beranden, wobei in den beiden Branen genügend Energie freigesetzt wird, um die Entstehung von Materie und Strahlung zu erklären (Big Bang). Von der Brane im Universum zu der im Paralleluniversum gibt es keinen direkten Kontakt außer über Gravitation. 
Das Ekpyrotische Modell entspricht einem zyklischen Universum, das sich immer dann, wenn Branenkollisionen stattfinden, ausdehnt, wieder zusammenzieht und nach erneuter Kollision wieder expandiert.
Eine mögliche experimentelle Entscheidung darüber, welches kosmologische Modell zutrifft, könnte die Beobachtung der vom ekpyrotischen Modell vorhergesagten hochfrequenten Gravitationswellen sein und das variierende Polarisationsmuster in der Hintergrundstrahlung.